# Буди де Борегар
Буди де Борегар (фр. Boudy-de-Beauregard) насеље је и општина у југозападној Француској у региону Аквитанија, у департману Лот и Гарона која припада префектури Вилнев сир Лот.
По подацима из 2011. године у општини је живело 406 становника, а густина насељености је износила 40,32 становника/km². Општина се простире на површини од 10,07 km². Налази се на средњој надморској висини од метара (максималној 156 m, а минималној 82 m).

## Демографија
| 1962. | 1968. | 1975. | 1982. | 1990. | 1999. | 2011. |
| ----- | ----- | ----- | ----- | ----- | ----- | ----- |
| 210   | 215   | 226   | 237   | 314   | 356   | 406   |

График промене броја становника у току последњих година